# Peninsular (pera)
Peninsular, es el nombre de una variedad cultivar de pera europea Pyrus communis. Esta pera está cultivada en la colección de la Estación Experimental Aula Dei (Zaragoza). Esta pera también está cultivada en diversos viveros entre ellos algunos dedicados a conservación de árboles frutales en peligro de desaparición. Esta pera variedad muy antigua es originaria de España, en Las Palmas en la comunidad autónoma de Islas Canarias, y tuvo su mejor época de cultivo comercial antes de la década de 1960, y actualmente en menor medida aún se encuentra.

## Sinonimia
- "Peninsular 1170".

## Historia
En España 'Peninsular' está considerada incluida en las variedades locales autóctonas muy antiguas, cuyo cultivo se centraba en comarcas muy definidas. Se caracterizaban por su buena adaptación a sus ecosistemas y podrían tener interés genético en virtud de su adaptación. Se encontraban diseminadas por todas las regiones fruteras españolas, aunque eran especialmente frecuentes en la España húmeda. Estas se podían clasificar en dos subgrupos: de mesa y de cocina (aunque algunas tenían aptitud mixta).
'Peninsular' es una variedad clasificada como de mesa, se utiliza también en la cocina, difundido su cultivo en el pasado por los viveros comerciales y cuyo cultivo en la actualidad se ha reducido a huertos familiares y jardines privados.

## Características
El peral de la variedad 'Peninsular' tiene un vigor medio; florece a finales de abril; tubo del cáliz en forma de cubeta amplia en el fondo de la cual aparecen los pistilos con la base muy gruesa, carnosa y unida.
La variedad de pera 'Peninsular' tiene un fruto de tamaño grande; forma turbinada breve, cuello casi imperceptible, ligeramente asimétrica, contorno irregularmente redondeado; piel muy lisa y fina, suave y brillante, excepto en zonas ruginosas; color de fondo amarillo dorado con zonas verde brillante, sobre todo en la parte del cuello, presenta un punteado ruginoso-"russeting" abundante, muy grande e irregular, a veces unido formando maraña, zona ruginosa en estrías partiendo de la base del pedúnculo y formando anillos alrededor del ojo, "russeting" (pardeamiento áspero superficial que presentan algunas variedades) medio; pedúnculo de longitud muy corto, bastante grueso, leñoso, ligeramente engrosado en los extremos, ligeramente curvo, implantado derecho; cavidad peduncular estrecha, casi superficial, con borde suavemente ondulado, oblicuo; cavidad calicina muy amplia, medianamente profunda, con el borde muy ondulado y desigual; ojo mediano, abierto. Sépalos triangulares, muy pequeños con las puntas rizadas hacia fuera.
Carne de color blanca, verdosa bajo la piel; textura medio firme, ligeramente granulosa, poco jugosa; sabor muy dulce pero soso y sin aroma; corazón muy pequeño, mal delimitado, muy próximo al ojo. Eje estrecho, relleno. Celdillas pequeñas.
La pera 'Peninsular' tiene una maduración en otoño (en E. E. Aula Dei de Zaragoza). Aguanta en buenas condiciones un mes de almacenamiento en un ambiente refrigerado. Se usa como pera de mesa fresca, y en cocina.